# Myospila tenax
Myospila tenax är en tvåvingeart som först beskrevs av Stein 1918.  Myospila tenax ingår i släktet Myospila och familjen husflugor. Inga underarter finns listade i Catalogue of Life.